# Kiểm duyệt Internet ở Việt Nam

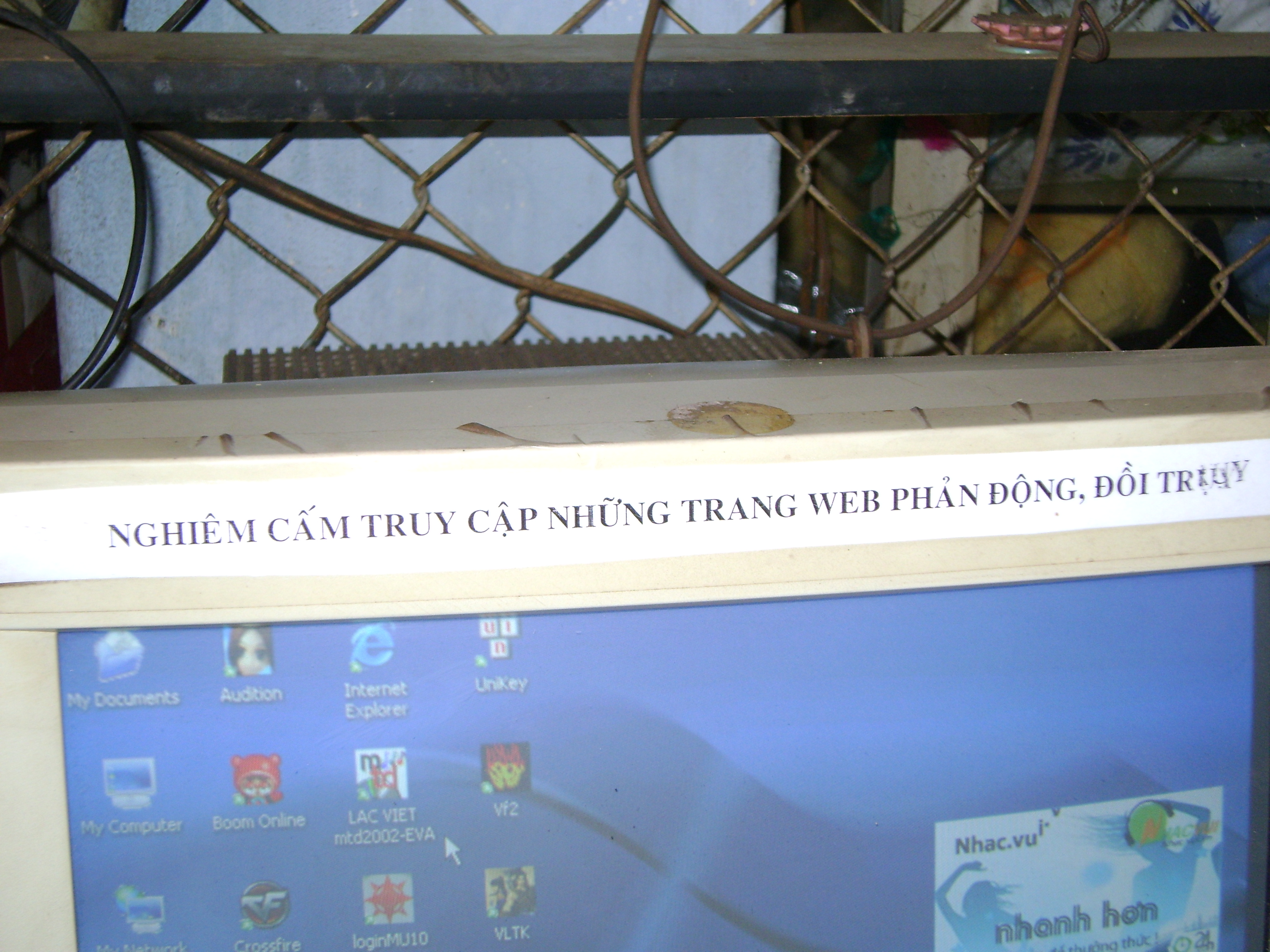
Màn hình tại một quán Internet tại Việt Nam, cảnh báo khách hàng không được truy cập những trang web "phản động" hay "đồi trụy"

Chính quyền Việt Nam kiểm duyệt việc truy cập Internet một cách sâu rộng, dùng nhiều biện pháp, cả về pháp lý lẫn kỹ thuật. Công trình nghiên cứu OpenNet Initiative của Đại học Harvard, Đại học Toronto, Đại học Oxford và Đại học Cambridge đánh giá mức kiểm duyệt của Việt Nam trong lĩnh vực chính trị là "sâu rộng" (pervasive), trong khi tổ chức Phóng viên không biên giới liệt kê Việt Nam trong danh sách 10 nước "kẻ thù của Internet" trong năm 2011 và 12 nước năm 2012. Nỗ lực của chính phủ Việt Nam để quản lý, kiểm tra, và giám sát việc sử dụng Internet còn được gọi là "bức tường lửa tre" ("bamboo firewall").
Trong khi chính quyền Việt Nam cho rằng các nỗ lực kiểm duyệt Internet là để bảo vệ người dùng khỏi phải đối mặt với các nội dung tục tĩu hay "đồi trụy", nhưng phần lớn các website bị kiểm duyệt chứa các nội dung nhạy cảm về chính trị hay tôn giáo mà có thể gây tác động đến việc cầm quyền của Đảng Cộng sản Việt Nam. 
Theo nghiên cứu của OpenNet, các website bị chặn hầu hết có nội dung về các hoạt động chống đối của người Việt hải ngoại, các tổ chức báo chí hải ngoại hay tổ chức phi chính phủ độc lập, nhân quyền, hay các đề tài tôn giáo. Một số mạng xã hội, như Facebook không truy cập được trong một vài tháng năm 2008. Chính quyền đã công khai phá sập một số website hay trang blog với nội dung với lí do "không phù hợp", trong khi một số website đối lập bị tin tặc tấn công. Tổ chức Ân xá Quốc tế cũng đã đưa ra nhiều trường hợp các nhà hoạt động Internet bị bắt giữ vì các hoạt động trên mạng.

## Văn bản pháp lý

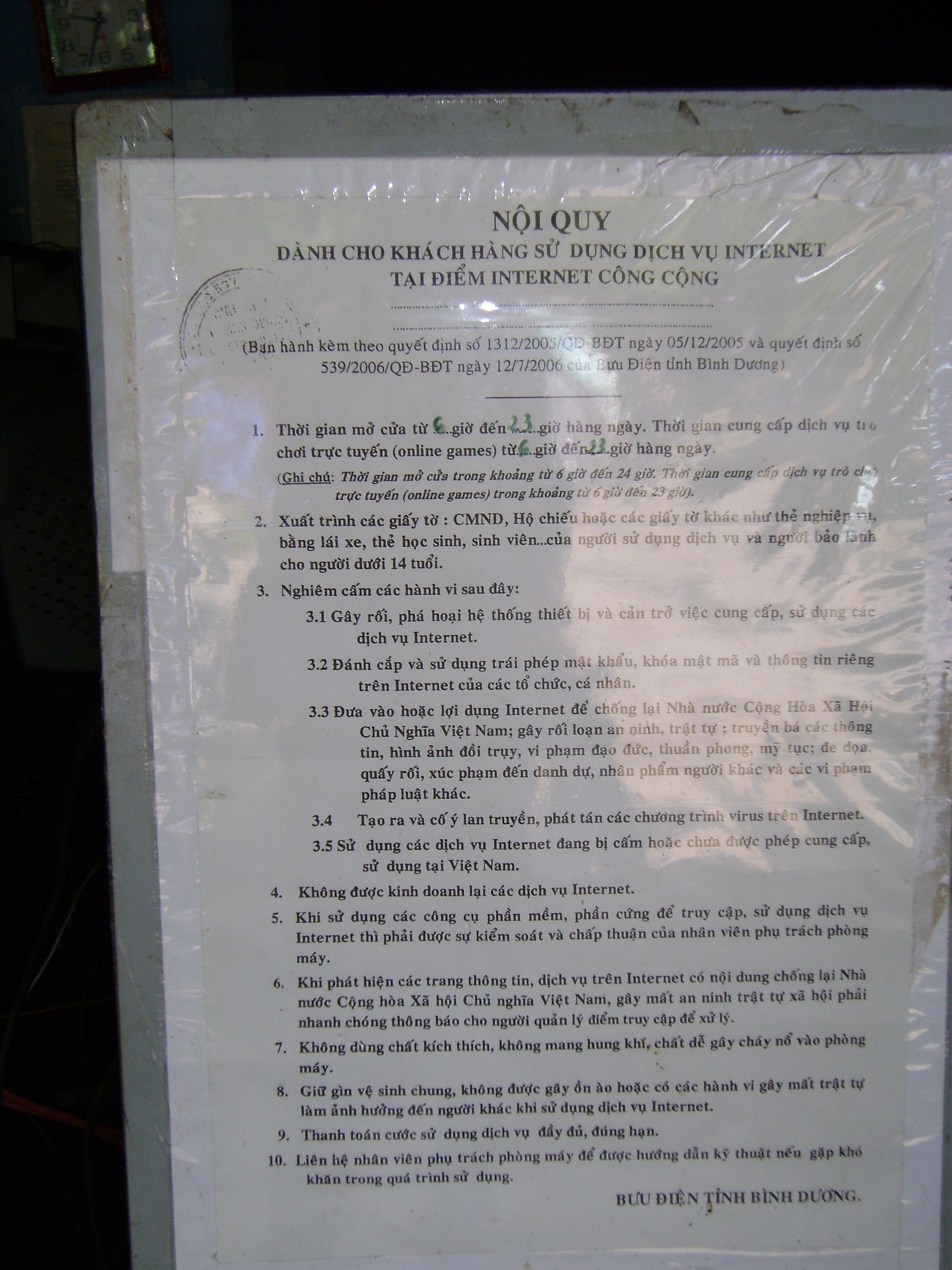
Danh sách nội quy tại một quán Internet ở Việt Nam; trong đó điều 3.3 liệt kê các nội dung người dùng không được truy cập.

Điều 3 trong nghị định 21-CP ngày 5 tháng 3 năm 1997 (Quy chế tạm thời) đòi hỏi "mọi thông tin đưa vào, truyền đi và nhận đến mạng Internet qua cửa đi quốc tế tại Việt Nam phải tuân thủ các quy định tại Điều 10 Luật Báo chí và Điều 22 Luật Xuất bản", cụ thể là:
1. Không được kích động chống Nhà nước Cộng hòa Xã hội chủ nghĩa Việt Nam, phá hoại khối đoàn kết toàn dân.
2. Không được kích động bạo lực, tuyên truyền chiến tranh xâm lược, gây hận thù giữa các dân tộc và nhân dân các nước, truyền bá tư tưởng, văn hoá phản động, lối sống dâm ô, truỵ lạc, các hành vi tội ác, tệ nạn xã hội, mê tín dị đoan, phá hoại thuần phong mỹ tục;
3. Không được tiết lộ bí mật của Đảng, Nhà nước, bí mật quân sự, an ninh, kinh tế, đối ngoại, bí mật đời tư của công dân và bí mật khác do pháp luật quy định;
4. Không được thông tin sai sự thật, xuyên tạc lịch sử, phủ nhận thành tựu cách mạng, xúc phạm vĩ nhân, anh hùng dân tộc, vu khống, xúc phạm uy tín của tổ chức, danh dự và nhân phẩm của công dân.

Quyến định 848/1997/QĐ-BNV(A11) ngày 23/10/1997 của Bộ Nội vụ ban hành quy định về biện pháp và trang thiết bị kiểm tra, kiểm soát đảm bảo an ninh quốc gia trong hoạt động Internet ở Việt Nam. Trong quyết định này, các nhà cung cấp dịch vụ Internet có nhiệm vụ "phát hiện, ngăn chặn, thông báo cho Bộ Nội vụ về các tổ chức, cá nhân đã hoặc đang có ý đồ, hành vi phổ biến trên mạng Internet những thông tin vi phạm Điều 3 'Quy chế tạm thời của Chính phủ' về Internet ở Việt Nam". Đồng thời, người dùng Internet có trách nhiệm:
1. Báo cáo cho cơ quan gần nhất khi phát hiện những vấn đề nghi vấn về an ninh quốc gia trong hoạt động Internet
2. Tuyệt đối tuân thủ các quy định của Nhà nước về việc cung cấp thông tin lên Internet;
3. Không được truy nhập khai thác, truyền bá thông tin của các tổ chức, cá nhân trên Internet có nội dung vi phạm Điều 3 "Quy chế tạm thời của Chính phủ" về Internet ở Việt Nam;
4. Không được tự ý tổ chức và tham gia hội thảo về các vấn đề chính trị, kinh tế, văn hoá, xã hội liên quan đến Việt Nam trên mạng Internet; nếu muốn tổ chức diễn đàn và tham gia hội thảo trên Internet phải thực hiện thủ tục đăng ký theo quy định của Nhà nước về vấn đề hội thảo quốc tế.
5. Không được lưu truyền các thông tin, dữ liệu đã được mã hoá trên Internet
6. Phải kèm phần mềm giải nén đã đăng ký với Ban điều hành mạng chủ quản khi lưu chuyển những thông tin, dữ liệu được nén;
7. Không được lưu giữ trên máy tính có kết nối với Internet các thông tin, tư liệu thuộc danh mục bí mật Nhà nước của tất cả các ngành, các địa phương.

Thêm vào đó, thông tư liên tịch số 02/2005/TTLT-BCVT-VHTT-CA-KHDT năm 2005 cấm các đại lý kinh doanh dịch vụ Internet ở Việt Nam "sử dụng hoặc hướng dẫn người khác sử dụng công cụ hỗ trợ để truy cập vào các trang thông tin trên Internet (trang Web) do cơ quan quản lý Nhà nước có thẩm quyền cấm truy cập".
Nhiều nhà hoạt động trên mạng tại Việt Nam thường bị truy tố với tội danh "Tuyên truyền chống Nhà nước Cộng hòa Xã hội chủ nghĩa Việt Nam" được định nghĩa ở điều 88 Bộ Luật hình sự Việt Nam như sau: 
1. Tuyên truyền xuyên tạc, phỉ báng chính quyền nhân dân;
2. Tuyên truyền những luận điệu chiến tranh tâm lý, phao tin bịa đặt gây hoang mang trong nhân dân;
3. Làm ra, tàng trữ, lưu hành các tài liệu, văn hoá phẩm có nội dung chống Nhà nước Cộng hoà Xã hội chủ nghĩa Việt Nam.

Điều 258 cũng định nghĩa tội lợi dụng các quyền tự do dân chủ xâm phạm lợi ích của Nhà nước, quyền, lợi ích hợp pháp của tổ chức, công dân là việc "lợi dụng các quyền tự do ngôn luận, tự do báo chí, tự do tín ngưỡng, tôn giáo, tự do hội họp, lập hội và các quyền tự do dân chủ khác xâm phạm lợi ích của Nhà nước, quyền, lợi ích hợp pháp của tổ chức, công dân".
Cuối năm 2011, Trung ương Đảng Cộng sản Việt Nam lại ban hành quy định 47-QĐ/TW gồm 19 điều đảng viên không được làm, trong đó có các quy định về việc đảng viên phát biểu, viết bài (viết blog) hay tham gia phản biện và khiếu kiện, trong đó có mấy điều liên quan như cấm không được:
- Điều 2: Cung cấp, để lộ, làm mất hoặc viết bài, đăng những thông tin, tài liệu bí mật của Đảng và Nhà nước hoặc những việc chưa được phép công bố; tàng trữ, tuyên truyền, tán phát hoặc xúi giục người khác tuyên truyền, tán phát thông tin, tài liệu dưới mọi hình thức để truyền bá những quan điểm trái với đường lối của Đảng, pháp luật của Nhà nước. Tổ chức, xúi giục, tham gia các hoạt động bè phái, chia rẽ, cục bộ gây mất đoàn kết nội bộ. Lợi dụng việc phát ngôn, nhân danh việc phản ánh, góp ý kiến đối với Đảng để đả kích, vu cáo, xúc phạm, nhận xét, đánh giá tùy tiện đối với người khác. Đe dọa, trù dập, trả thù người tố cáo, phê bình, góp ý.
- Điều 3: Viết bài, cho đăng tải tin, bài sai sự thật, vu cáo, bịa đặt hoặc quy kết về tội danh, mức án trước khi xét xử, không đăng tải ý kiến phản hồi, cải chính theo quy định. Sáng tác, sản xuất, tàng trữ, tán phát các tác phẩm, công trình văn học, nghệ thuật không lành mạnh, mang tính kích động gây ảnh hưởng xấu trong xã hội; tán phát bài viết, hồi ký không đúng sự thật.
- Điều 5: Tố cáo mang tính bịa đặt; viết đơn tố cáo giấu tên, mạo tên. Cùng người khác tham gia viết, ký tên trong một đơn tố cáo. Tổ chức, tham gia kích động, xúi giục, mua chuộc, cưỡng ép người khác khiếu nại, tố cáo. Cố ý gửi hoặc tán phát đơn khiếu nại, tố cáo đến những nơi không có thẩm quyền giải quyết.
- Điều 6: Tổ chức, tham gia các hội trái quy định của pháp luật; biểu tình, tập trung đông người gây mất an ninh, trật tự.

Một luật sư bất đồng chính kiến cho rằng đây là quy định nội bộ riêng của Đảng Cộng sản, nhưng cho rằng "nó vi phạm rất nhiều các quy định đơn giản của con người... Trong đó, đặc biệt là việc cấm quyền tự do tư tưởng và quyền tự do bày tỏ chính kiến, bày tỏ quan điểm".
Tháng 9 năm 2012, qua Công văn số 7169/VPCP-NC của Văn phòng Chính phủ, Thủ tướng Nguyễn Tấn Dũng đã chỉ đạo điều tra, xử lý một số trang mạng vì "Qua xem xét các báo cáo số: 277/BC-BCA-A61 ngày 15/6/2012, số 335/BC-BCA-A61 ngày 09/7/2012 của Bộ Công an; công văn số 78/BTTTT-PTTH&TTĐT ngày 29/6/2012 của Bộ Thông tin và Truyền thông; công văn số 2794-CV/BTGTW ngày 19/7/2012 của Ban Tuyên giáo Trung ương và báo cáo số 172-BC/VPTW ngày 07/9/2012 của Văn phòng Trung ương Đảng về tình trạng một số trang thông tin điện tử như: "Dân làm báo", "Quan làm báo", "Biển Đông"... và một số trang mạng khác, đã đăng tải thông tin vu khống, bịa đặt, xuyên tạc, không đúng sự thật nhằm bôi đen bộ máy lãnh đạo của đất nước, kích động chống Đảng và Nhà nước ta, gây hoài nghi và tạo nên những dư luận xấu trong xã hội".
Ngày 1 tháng 9 năm 2013, nghị định Chính phủ 72/2013/NĐ-CP trở nên hiệu lực, đòi hỏi các nhà cung cấp thông tin điện tử tổng hợp và các tổ chức thiết lập mạng xã hội phải đặt ít nhất một máy chủ tại Việt Nam để "đáp ứng việc thanh tra, kiểm tra, lưu trữ, cung cấp thông tin theo yêu cầu của cơ quan quản lý nhà nước có thẩm quyền". Nghị định cũng định nghĩa một "trang thông tin điện tử cá nhân" là "do cá nhân thiết lập hoặc thiết lập thông qua việc sử dụng dịch vụ mạng xã hội để cung cấp, trao đổi thông tin của chính cá nhân đó...và không cung cấp thông tin tổng hợp".

## Đối tượng bị kiểm duyệt
Công trình nghiên cứu của OpenNet vào năm 2006 kết luận rằng chính quyền Việt Nam đang tích cực kiểm duyệt mạng, và sự tinh vi kỹ thuật, bề rộng, cũng như hiệu lực của hệ thống kiểm duyệt ngày càng tăng lên. Sự kiểm duyệt này cũng được thực hiện một cách thiếu minh bạch và thiếu trách nhiệm. Năm 2015 Tổ chức Phóng viên Không Biên giới (Reporters Sans Frontières – RSF) liệt kê Việt Nam là một trong 11 quốc gia "kẻ thù của internet".

### Khiêu dâm
Mặc dù nội dung "đồi trụy" là một trong những lý do chính được chính quyền nêu ra để kiểm duyệt Internet, trên thực tế rất ít trang web với nội dung khiêu dâm bị kiểm duyệt tại Việt Nam. Việc này cho thấy việc kiểm duyệt trên thực tế không phải vì những lý do chính quyền nêu ra. Nghiên cứu của OpenNet vào năm 2007 cho thấy không trang web có nội dung khiêu dâm nào bị chặn (trừ một trang web có chứa liên kết đến một trang khiêu dâm, nhưng bị chặn vì lý do khác).
Khi một số trang như Facebook và YouTube được đại diện công ty truyền thông tại Việt Nam cho là bị chặn vì lý do kinh tế do chiếm đến 70%-80% băng thông quốc tế chạy qua mà không đem lại lợi nhuận cho các nhà cung cấp, một số ý kiến phản hồi trong nước thắc mắc việc hàng nghìn trang web khiêu dâm có đem lại lợi nhuận cho nhà mạng mà không bị chặn . Điều này đặc biệt không hợp lý trong bối cảnh Việt Nam là nước có người tìm kiếm về sex nhiều nhất thế giới, theo thống kê từ khóa của Google năm 2007 đến 2010 . Thống kê lưu lượng băng thông của những trang web này cũng chưa từng được công bố. Vào tháng 11 năm 2019 các nhà mạng Việt Nam như Viettel, VNPT, FPT Telecom,... có thể đã chặn hàng loạt trang khiêu dâm một cách âm thầm hay chính thức, nhưng sự kiện này cũng chưa được thông báo rõ ràng.

### Chính trị và tự do
Nghiên cứu của OpenNet cho thấy các trang web bị chặn chủ yếu có nội dung chính trị, như về các hoạt động chống đối của người Việt hải ngoại, báo chí hải ngoại hay độc lập, nhân quyền, hay tôn giáo.
Phần lớn các website bị chặn đều đặc trưng đến Việt Nam: chúng được viết bằng tiếng Việt hay có nội dung về các vấn đề của Việt Nam. Những website không có nội dung liên quan đến Việt Nam hay viết bằng tiếng Anh ít khi bị chặn. Ví dụ, trang web Việt ngữ cho đài Á Châu Tự do bị cả hai nhà cung cấp dịch vụ Internet được khảo sát chặn lại, trong khi trang web tiếng Anh chỉ bị một nhà cung cấp chặn lại. Trong danh sách các trang web của các tổ chức nhân quyền quốc tế, chỉ có trang web của Tổ chức Theo dõi Nhân quyền bị chặn, trong khi nhiều website tiếng Việt có nội dung chỉ động đến hay gián tiếp chỉ trích chính quyền thì bị chặn, cũng như những website trực tiếp chỉ trích chính quyền.
Một số nội dung tôn giáo, như các trang web nói về tự do tôn giáo, Phật giáo, Cao Đài, cũng bị chặn.
Những tổ chức không mang tính chính trị nhưng đề xướng tự do ngôn luận và tự do báo chí như Reporters Sans Frontières (RSF) hay Dân làm báo cũng bị chính quyền Việt Nam ngăn cản khiến người dân trong nước không thể truy cập trang web của những tổ chức này được. RSF đã phải đặt những phiên bản tương đồng nội dung qua đám mây điện toán để chống lại bức tường lửa của chính quyền.

### Trang blog và mạng xã hội
Từ cuối năm 2009, Facebook đã bắt đầu có vấn đề truy cập và đến năm 2010 tình trạng này đã tăng lên. Nhiều người viết blog phải tự kiểm duyệt vì sợ bị chính quyền "chiếu cố", một số người khác đã gặp trường hợp bài blog bị xóa khi viết về đề tài nhạy cảm.
Tại hội thảo do Viện Công nghệ thông tin thuộc Đại học Quốc gia Hà Nội tổ chức đầu năm 2012, ông Nguyễn Lâm Thanh, giám đốc VTC, khẳng định việc chặn Facebook "không phải vì lý do chính trị mà chỉ vì lý do kinh tế". Việc truy cập Facebook chỉ thỉnh thoảng tắc nghẽn, mang tính không đồng đồng loạt và liên tục là nhằm nhường băng thông cho những dịch vụ sinh lợi hơn. Sau đó, đại diện các nhà cung cấp dịch vụ Internet lại phủ nhận điều này với báo giới, nói rằng họ luôn "đặt lợi ích của khách hàng lên trên lợi ích kinh tế", "việc định tuyến với nước ngoài gặp trục trặc nên dẫn đến hiện tượng khó truy cập các trang web nước ngoài".

Theo nghị định 72 có hiệu lực từ ngày 1 tháng 9 năm 2013, các mạng xã hội có nhiệm vụ "không được chủ động cung cấp thông tin công cộng có nội dung vi phạm quy định", "phối hợp với cơ quan quản lý nhà nước có thẩm quyền để loại bỏ hoặc ngăn chặn thông tin có nội dung vi phạm quy định", "cung cấp thông tin cá nhân và thông tin riêng của người sử dụng có liên quan đến hoạt động khủng bố, tội phạm, vi phạm pháp luật khi có yêu cầu của cơ quan quản lý nhà nước có thẩm quyền", và "có ít nhất 01 hệ thống máy chủ đặt tại Việt Nam đáp ứng việc thanh tra, kiểm tra, lưu trữ, cung cấp thông tin theo yêu cầu của cơ quan quản lý nhà nước có thẩm quyền". Nghị định cũng không cho phép người dùng mạng xã hội cung cấp thông tin tổng hợp qua trang trang cá nhân trên các mạng xã hội.
Ngày 25 tháng 5 năm 2018, blogger Nguyễn Anh Tuấn đã được A67, Cục Chống Phản động và Khủng bố thuộc Bộ Công an chi nhánh phía Nam giữ lại tại sân bay Tân Sơn Nhất để yêu cầu xóa các bài viết về Vincom Group lấy các đất vàng Hà Nội mà không qua đấu thầu. Ông Tuấn đã từ chối.
Riêng đối với Facebook thì chính quyền vẫn tiếp tục đòi quản chế các phát biểu chính trị và xóa bỏ những bài viết có nội dung họ cho là "chống Nhà nước". Ngoài ra bộ trưởng Thông tin và Truyền thông Nguyễn Mạnh Hùng đòi định danh rõ người sử dụng theo như đề xuất kỳ họp thứ 10 Quốc hội khóa 9 Tháng 10, 2020. Tính đến cuối năm 2020 Facebook vẫn không đồng ý khiến bên chính phủ đe doạ cấm Facebook.

### Công cụ vượt tường lửa
Theo thông tư liên tịch 02/2005/TTLT-BCVT-VHTT-CA-KHĐT, các công cụ vượt tường lửa bị cấm sử dụng tại Việt Nam. Theo nghiên cứu của OpenNet, nhiều proxy server và công cụ vượt tường lửa cũng không truy cập được. OpenNet đánh giá mức độ kiểm duyệt của Việt Nam trong thể loại này là "đáng kể" (substantial).

## Tấn công bằng tin tặc
Một số trang web có nội dung chính trị, như trang web Bauxite Việt Nam của giáo sư Nguyễn Huệ Chi và trang "Anhbasam", thường xuyên bị tấn công từ chối dịch vụ. Các báo của nhà nước cũng liên tục đả phá và lên án các trang cá nhân. Cuối tháng 8 năm 2010, nhân dịp lễ Quốc khánh Việt Nam, nhiều website và blog có nội dung đối lập và bất đồng chính kiến cùng lúc bị liên tục tấn công trong nhiều ngày. Trong năm 2010, Google đã thông báo về một vụ tin tặc đột nhập trang web của Hội Chuyên gia Việt Nam rồi thay thế phần mềm đánh máy tiếng Việt VPSKeys với phần mềm ác ý nhằm để tấn công các website đối lập. Bộ phận an ninh mạng của tập đoàn Google cho hay đã phát hiện ra "chiến dịch" tấn công các trang web "nhạy cảm chính trị" bằng tiếng Việt và giám đốc kỹ thuật của công ty an ninh máy tính McAfee George Kurtz cho rằng "những kẻ thủ phạm có thể có động cơ chính trị và có thể có lòng trung thành đến chính quyền Cộng hòa Xã hội chủ nghĩa Việt Nam". Phát ngôn viên Bộ ngoại giao Việt Nam Nguyễn Phương Nga cho rằng những ý kiến này "không có cơ sở". Tại một cuộc Hội nghị báo chí toàn quốc ngày 5 tháng 5 năm 2010, Trung tướng Vũ Hải Triều, Tổng cục phó Tổng cục an ninh đã tuyên bố bộ phận kỹ thuật đã "phá sập 300 báo mạng và blog cá nhân xấu".

## Giám sát và tuyên truyền trên mạng
Chính quyền Việt Nam dùng tuyên truyền viên, dư luận viên và công an mạng để giám sát và tuyên truyền trên mạng internet. Tiết lộ công khai đầu tiên về việc sử dụng đội ngũ chuyên gia bút chiến là từ lời tuyên bố của ông trưởng ban Tuyên giáo Thành ủy Hà Nội Hồ Quang Lợi trên báo Lao động, rằng đã thành lập một nhóm chuyên gia với mục đích "đấu tranh trực diện, tham gia bút chiến trên Internet trong việc đấu tranh với các luận điệu xuyên tạc của các thế lực thù địch."
Theo AFP, các giám sát viên internet để kiểm soát tin tức và hướng dẫn dư luận, giống hệ thống của Trung Quốc. Các dư luận viên này thường "bút chiến" lại các nhận xét phê phán chính quyền và Đảng, đồng thời định hướng dư luận theo hướng thân chính phủ và đảng Cộng sản Việt Nam. Trong khi đó các bình luận viên độc lập phê phán chính phủ bị bỏ tù vì bị buộc tội tuyên truyền chống nhà nước.
Sau khi đàn áp và bỏ tù những blogger đối lập nhằm làm im lặng họ không được, chính quyền Việt Nam bắt đầu xây dựng một đội ngũ dư luận viên tuyên truyền nhằm thâm nhiễm các diễn đàn và hát bài ca ca ngợi chế độ.

## Truy tố vì hoạt động trên mạng
Nhiều người đã bị truy tố với tội danh "tuyên truyền chống Nhà nước Cộng hòa Xã hội chủ nghĩa Việt Nam" do các hoạt động của họ qua Internet. Theo tổ chức Phóng viên không biên giới, vào thời điểm năm 2011 Việt Nam giam giữ 17 công dân mạng, con số lớn thứ nhì trên thế giới, trong đó có những nhân vật bất đồng chính kiến như Nguyễn Tiến Trung, Trần Huỳnh Duy Thức, Lê Công Định, Lê Thăng Long, và blogger Điếu Cày (Nguyễn Văn Hải).
Blogger Điếu Cày, người đã từng kêu gọi tẩy chay chặn đường đuốc của Thế Vận hội Bắc Kinh đi qua Thành phố Hồ Chí Minh, bị bắt vào tháng 4 năm 2008 vì tội "gian lận thuế" rồi bị kết án 2 năm rưỡi tù. Sau đó, ông bị truy tố vì tội "tuyên truyền chống nhà nước" và tiếp tục bị giam giữ tuy chưa có án. Nguyễn Tiến Trung, một nhà hoạt động dân chủ, bị bắt vào ngày 7 tháng 7 năm 2009 cũng vì điều 88 bộ luật hình sự và bị phạt tù 7 năm. Vi Đức Hồi, một cựu đảng viên cộng sản và thành viên của Khối 8406, cũng bị phạt 8 năm tù và 5 năm quản thúc tại gia cũng vì điều 88. Ông đã từng kêu gọi cải cách dân chủ và đã đăng trên mạng về nhiều chủ đề nhạy cảm như vụ chiếm đoạt tài sản, tham nhũng và đa nguyên.
Tháng 9 năm 2010, một giảng viên hợp đồng cho Đại học Bách khoa Thành phố Hồ Chí Minh tên Phạm Minh Hoàng (mang hai quốc tịch Pháp và Việt Nam) bị bắt vì các hoạt động cho tổ chức Việt Tân - một tổ chức được cho là phản động, bao gồm việc ông đã phát tán 29 bài viết có nội dung "xuyên tạc đường lối, chính sách của Nhà nước" trên Internet.
Trong tháng 7-8 năm 2011, một số blogger và nhà hoạt động liên quan đến hệ thống Công giáo Việt Nam bị bắt. Blogger Paulus Lê Sơn bị bắt vì muốn tường trình về phiên tòa của luật sư Cù Huy Hà Vũ, một người cũng bị truy tố vì những bài viết của mình trên mạng.
Tháng 10 năm 2011, một giáo viên trung học phổ thông tên Đinh Đăng Định bị bắt về hoạt động "tuyên truyền chống Nhà nước" vì đã phát tán trên các trang mạng những nội dung như: phản đối dự án khai thác boxit ở Nhân Cơ, đòi đa nguyên đa đảng, phi chính trị hóa lực lượng công an, quân đội và đòi xóa bỏ điều 4 Hiến pháp, phủ nhận vai trò lịch sử của Đảng... Sau khi ông bị khởi tố vào cuối tháng 2 năm 2012, Bộ Ngoại giao Hoa Kỳ công bố bài xã luận phản ánh quan điểm chính thức về trường hợp này, trong đó "kêu gọi Việt Nam tôn trọng quyền tự do ngôn luận cho tất cả người Việt, kể cả quyền được bày tỏ ý kiến chính trị và quyền được chỉ trích các chính sách của chính quyền." Đài Tiếng nói Hoa Kỳ và một số trang mạng ở nước ngoài cũng lên tiếng về vấn đề này. Báo Quân đội Nhân dân đánh giá việc lên tiếng này là "sự can thiệp thô bạo vào công việc nội bộ của nước khác".
Ngay cả những nhà văn có tiếng trong nước khi viết trên blog cũng bị truy tố như trường hợp Nguyễn Quang Lập với blog Quê Choa bị công an bắt tại nhà riêng ngày 6 Tháng 12, 2014 theo điều 258 Bộ luật Hình sự vì tội xuyên tạc "chống nhà nước".

## Phản ứng
Các nỗ lực kiểm duyệt Internet của chính quyền đã khiến tổ chức Phóng viên không biên giới liên tục đưa Việt Nam vào danh sách các "kẻ thù của Internet". OpenNet đánh giá mức độ minh bạch cũng như sự nhất quán của hệ thống kiểm duyệt là "thấp". Các tổ chức nhân quyền và chính quyền tây phương luôn chỉ trích chính quyền Việt Nam khi các nhà hoạt động mạng bị bắt giữ. Dân biểu Hoa Kỳ Loretta Sanchez đã đưa ra dự luật "Kêu gọi Tự do Internet ở Việt Nam" vào năm 2011 kêu gọi Việt Nam hủy bỏ Điều 88 và những luật liên quan dùng để giới hạn Internet.
Mặc dù thường gặp vấn đề truy cập, Facebook vẫn là website có lượng truy cập đứng thứ 3 tại Việt Nam, theo thống kê của Alexa và nhiều doanh nghiệp vẫn công khai quảng cáo trang Facebook của mình. 
Việc chặn Facebook diễn ra tại Việt Nam gây nhiều tranh cãi. Một nhóm trên Facebook kêu gọi "Cần 1 triệu chữ ký phản đối nhà mạng Việt Nam chặn FB" đã có gần 63.000 người tham gia từ tháng 2 năm 2011. Mặc dù việc sử dụng proxy server hay các biện pháp khác nhằm vượt tường lửa là bất hợp pháp, nhiều người dùng đã dùng nhiều biện pháp vượt tường lửa để truy cập những website bị chặn. Nhiều báo chí trong nước cũng đưa thông tin hướng dẫn độc giả cách vượt tường lửa.
Sau khi chính phủ Việt Nam đề xuất Nghị định 72, một liên minh 21 nước trong đó có Hoa Kỳ, Anh, Pháp, và Đức đã lên tiếng phản đối nghị định, cho rằng nó "sẽ áp đặt thêm những hạn chế đối với cách thức truy cập và sử dụng Internet ở Việt Nam". Liên minh Internet châu Á (Asia Internet Coalition), một nhóm doanh nghiệp bao gồm các thành viên như Google, eBay, Facebook, và Yahoo!, cho rằng nghị định sẽ "đàn áp những sáng kiến mới và ngăn cản các doanh nghiệp muốn hoạt động tại Việt Nam." Để trấn an những người lo lắng về nghị định, Đài Tiếng nói Việt Nam khẳng định mục đích điều khoản cấm chia sẻ thông tin tổng hợp là để chấm dứt tình trạng "xâm phạm về bản quyền nội dung, thông tin" và "việc trích dẫn một đoạn hoặc viết lời bình luận rồi dẫn đường link để chỉ về trang gốc thì Nghị định 72 không cấm". Trả lời các chỉ trích cho rằng việc không được phép "cung cấp thông tin tổng hợp" là hạn chế tự do ngôn luận, ông Đỗ Quý Doãn, Thứ trưởng Bộ Thông tin và truyền thông cho rằng đó là "tư duy ngụy biện".